# 金光庸夫
金光 庸夫（かねみつ つねお、1877年（明治10年）3月13日 - 1955年（昭和30年）3月5日）は、日本の政治家、実業家。拓務大臣（第16代）、厚生大臣（第7代）。衆議院議員（9期）。名前の「庸夫」は「やすお」とも読まれる。
経済企画庁長官を務めた佐藤一郎及び通産事務次官を務めた熊谷典文は女婿、佐藤の長男で衆議院議員を務めた佐藤謙一郎は孫にあたる。

## 来歴・人物
大分県宇佐郡高家村（現・宇佐市）生まれ。高等小学校を卒業後税務官吏となり、長崎税関、福岡税務署長、熊本税務監督局勤務を経て、1908年（明治41年）鈴木商店に入社する。1910年に太陽生命保険に転じて支配人となり、1913年（大正2年）に独立して大正生命保険（現・プルデンシャル ジブラルタ ファイナンシャル生命保険）の社長となる。その他日本火災海上保険（現・損害保険ジャパン）役員、王子電気軌道（現・都電荒川線）社長など多数の企業の社長や役員を兼任し、東京商業会議所副会頭や、1931年（昭和6年）には国際労働会議の資本家代表も務めた。また、法政大学の理事に就任（昭和15年）するなど、大学事業への運営にも寄与した。
1920年（大正9年）の第14回総選挙で政友会公認で旧大分2区からに立候補し初当選。一時期、政友本党に籍を置いたのち政友会に復帰し、1937年（昭和12年）衆議院副議長。1939年（昭和14年）には阿部内閣で拓務大臣を拝命して初入閣する。同年の政友会分裂に際しては太田正孝、犬養健とともに中立派（金光派）を形成する。日本初の再保険会社であった日清火災海上保険が関東大震災ののち経営困難に陥った1925年には、高橋是清とともにのちの統制法の母体となった輸出組合法（大正14年3月30日法律第27号）及び重要輸出品工業組合法（大正14年3月30日法律第28号）を成立させ、海上保険産業を救済した。
その後近衛文麿の新体制運動に協力し、1940年（昭和15年）6月10日には陸軍省軍務局長の武藤章と会談し軍部の諒解を取り付けるなど、日独伊三国同盟の根回しをした。
新体制準備委員会委員を経て、第2次近衛内閣で厚生大臣となり、国民優生法を施行したり、生活必需物資統制令に基づき衛生材料生産配給統制規則を制定した。以後、大日本産業報国会初代総裁、大政翼賛会顧問、同調査会長、翼賛政治会政務調査会長、大日本政治会総務会長などを務める。
第二次世界大戦後は日本進歩党の結成に関わるが、間もなく公職追放となる。追放中は長男の義邦が身代わりで総選挙に立候補し当選、代議士を3期務める。追放解除後の1953年（昭和28年）第26回総選挙で吉田自由党の公認で立候補し当選、同党顧問を務める。1954年（昭和29年）に尾崎行雄が死去した際には、金光が11月30日の衆議院本会議に於いて尾崎に対する追悼演説を行った。
1955年（昭和30年）2月の第27回総選挙に出馬したが落選し、同年3月5日死去、77歳。墓所は多磨霊園。死没日をもって勲二等旭日重光章追贈。

## 家族
- 父・金光芳蔵 ‐ 大分県人。実家は古くから高家郷の地頭職にあり、のちに宇佐八幡宮の神職と庄屋を務めていた[10]。
- 兄・金光芳夫
- 妻・トシ ‐ 都島茂七（福岡市にあった西日本初の私立銀行筑紫銀行取締役）の長女[11][12]
- 長男・金光義邦
- 長女・英子 ‐ 竹内壽平の妻[10]
- 次男・亨[1]
- 三男・庸房[1] ‐ 東大卒。義邦が社長を務めていた日本教育生命保険（のち大正生命保険に吸収）の取締役[13]
- 二女・淳子[1] ‐ 佐藤一郎の妻。長男に佐藤謙一郎
- 三女・澄子[1] ‐ 熊谷典文の妻
- 四男・邦夫[1]
- 四女・昌子[1]
- 五男・庸俊[1]